# Championnats de France de natation en eau libre 2022
Navigation
Gravelines 2021 Dunkerque 2023
Les Championnats de France de natation en eau libre 2022 ont lieu à Canet-en-Roussillon du 16 au 19 juin 2022.
En raison des conditions météo, l'épreuve des 5 km est annulée et disputée 3 mois plus à tard, le 24 septembre 2022 à Jablines à l'occasion de la Coupe de France en eau libre.

## Podiums

### Hommes
| Épreuves | Or                   | Or                 | Argent               | Argent             | Bronze                | Bronze             |
| -------- | -------------------- | ------------------ | -------------------- | ------------------ | --------------------- | ------------------ |
| 5 km     | Clément Kukla        | 53 min 55 s 58     | Axel Reymond         | 53 min 56 s 76     | Jean-Baptiste Clusman | 54 min 5 s 27      |
| 10 km    | Marc-Antoine Olivier | 1 h 51 min 11 s 29 | Jules Wallart        | 1 h 52 min 58 s 55 | Enzo Roldan Munoz     | 1 h 53 min 12 s 84 |
| 25 km    | Matthieu Magne       | 5 h 7 min 45 s 66  | Alexandre Verplaetse | 5 h 7 min 45 s 95  | Gauthier Pierron      | 5 h 55 min 51 s 27 |

### Femmes
| Épreuves | Or               | Or                 | Argent         | Argent             | Bronze          | Bronze             |
| -------- | ---------------- | ------------------ | -------------- | ------------------ | --------------- | ------------------ |
| 5 km     | Caroline Jouisse | 58 min 6 s 70      | Lisa Pou       | 58 min 7 s 88      | Lean Cabon      | 58 min 19 s 40     |
| 10 km    | Madelon Catteau  | 2 h 2 min 34 s 28  | Lean Cabon     | 2 h 5 min 57 s 59  | Mathilde Herlem | 2 h 10 min 53 s 10 |
| 25 km    | Lara Grangeon    | 5 h 24 min 38 s 45 | Morgane Dornic | 5 h 38 min 14 s 12 | Inès Delacroix  | 5 h 50 min 4 s 56  |

### Mixte
| Épreuves    | Or                                                                                        | Or             | Argent                                                                                         | Argent         | Bronze                                                                                   | Bronze         |
| ----------- | ----------------------------------------------------------------------------------------- | -------------- | ---------------------------------------------------------------------------------------------- | -------------- | ---------------------------------------------------------------------------------------- | -------------- |
| Relais      |                                                                                           |                |                                                                                                |                |                                                                                          |                |
| 4 × 1 250 m | AAS Sarcelles Natation 95 Lucie Christophe Gaspard Tramier Lara Grangeon Leo Ouabdesselam | 49 min 56 s 49 | AAS Sarcelles Natation 95 Prisca Falla Alexandre Verplaetse Noémie Hossi Burnier Clément Kukla | 52 min 16 s 36 | Dauphins romanais péageois Yann Lecoquierre Jeanne Bouvier Angie Riffard Guilhem Mourier | 53 min 19 s 62 |